# Лавриненко Микола Федорович
Лавриненко Микола Федорович (7 грудня 1948, с. Іващенкове, Глухівський район, Сумська область) — український політик, народний депутат 2-го та 3-го скликань (1994—2002 рр.), голова Слов'янського комітету України (2006), заступник голови Ради партії «Всеукраїнське об'єднання лівих „Справедливість“» (з квітня 2000 р.).

## Родина
Народився в сім'ї колгоспника; українець;
Дружина Лавриненко Любов Григорівна — викладач української мови; Вони виховали трьох синів та двох дочок.

## Робітничі професії
У 1963 . М.Лавриненко почав трудову діяльність підсобником на будівництві. Потім працював причіплювачем на тракторі, механізатор у колгоспі імені Жовтневої революції Ямпільського району.
Наступного року працював тваринником Великобілозерського колгоспу в Запорізькій області, а також теслярем і мулярем Лозівського БМУ-1 (Харківська обл.).
В 1967 — почав працювати електрогазозварником на Харківському електромеханічному заводі. Потім була служба в Радянській армії.

## Освіта
З 1965 по 1967 р;— навчався у Харківському МПТУ-10.
У 1975 році закінчив філологічний факультет Харківського державного університету. Отримав спеціальність викладач російської мови і літератури.

## Вчительська та викладацька праця
З 1975 починає працювати учителем та військовим керівником Юр'ївської середньої школи, директором Бунякінської, Бояро-Лежачівської і Веселівської середніх шкіл Путивльського району.
Сім років (1987—1994 ) працював на посаді старшого викладача Глухівського державного педагогічного інституту.

## Партійність
Член Соціалістичної партії України (1991 — лютий 2000 рр.), секретар Політради СПУ (до грудня 1998 р.), член Політради СПУ (до лютого 2000 р.).
Член партії Всеукраїнського об'єднання лівих «Справедливість» (з 2000 р.)

## Робота у Верховній Раді України
У квітні 1994 року в другому турі виборів, як висуванець Соціалістичної партії України, М.Лавриненко був обраний народним депутатом України по Глухівському виборчому округу № 345. Працював у комітеті з питань правової політики і судово-правової реформи. Був членом фракції Соціалістичної партії.
На наступних виборах у березні 1998 року став знову народним депутатом за партійним списком Блоку СПУ-СелПУ (№ 19). Спочатку входив до фракції Соціалістичної партії і СелПУ («Лівий центр»), фракції СПУ (травень 1998 — лютий 2000 рр.). Майже рік (лютий 2000 — січень 2001 рр.) мав статус позафракційного депутата. Потім, у січні 2001 р., став членом групи «Трудова Україна»
Також працював головою підкомітету з питань Конституції, конституційності законодавчих актів та конституційного судочинства Комітету з питань правової реформи (з липня 1998 по березень 2002 р.). Був автором 10 законопроєктів.
В березні 2002 р. був кандидатом в народні депутати України по одномандатному виборчому округу № 161. Але не був обраний народним депутатом.
В березні 2006 р. був кандидатом в народні депутати України від Народного блоку Литвина, № 208 в списку. На час виборів тимчасово не працював.

## Нагороди
- Орден «За заслуги» III ст. (червень 1997 р.).
- Почесна грамота Кабінету Міністрів України (березень 2002 р.).